# Геррейру, Рафаэл
Рафаэ́л Адели́ну Жозе́ Герре́йру (порт. Raphaël Adelino José Guerreiro, европейский португальский: [ʁɐfɐˈɛl ɡɨˈʁɐjɾu]; род. 22 декабря 1993 года в Ле-Блан-Мениль, Франция) — португальский футболист, защитник клуба «Бавария» и сборной Португалии. Победитель чемпионата Европы 2016 года. Участник чемпионатов мира 2018, 2022 и чемпионата Европы 2020 годов.

## Биография
Рафаэл родился в городке Ле-Блан-Мениль в семье португальца и француженки. Во время свой юношеской карьеры успел сменить три клуба, последним из которых стал «Кан» (также провёл несколько лет в популярнейшей академии «Клерфонтен»). В 2008 году подписал контракт стажёра с молодёжной командой «Кана», а в 2010 году дебютировал в её составе.

## Клубная карьера

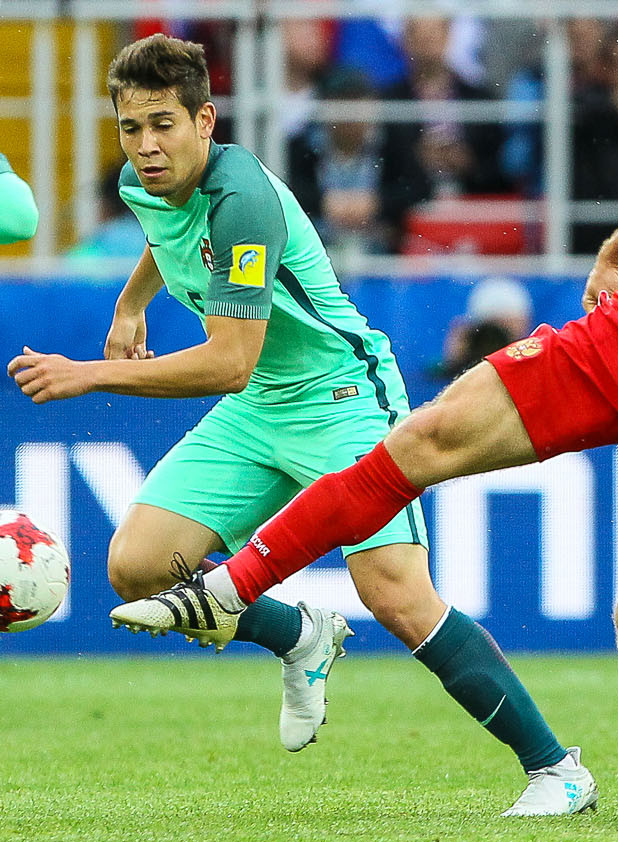
Геррейру в составе сборной Португалии

Накануне сезона 2012/13 был включен в заявку основной команды и сыграл во всех 38 матчах Лиги 2. 27 июля 2012 года в матче против клуба «Газелек» он дебютировал в Лиге 2. 8 февраля 2013 года в поединке против «Седана» Рафаэл забил свой первый гол за «Кан». Рафаэл попал в символическую сборную турнира и был куплен «Лорьяном» из Лиги 1.
Летом того же года Геррейру перешёл в «Лорьян». Сумма трансфера составила 2,5 миллиона евро. 10 августа в матче против «Лилля» (0:1) он дебютировал в Лиге 1. В дебютном сезоне выступал на позиции левого защитника, отыграл 34 из 38 матчей без замен, а его команда заняла рекордно высокое для себя восьмое место. Из-за продажи основного левого полузащитника Кевинеа Монне-Паке в «Сент-Этьен» Рафаэл был вынужден переквалифицироваться в игрока атаки. 1 ноября 2014 года в поединке против «Пари Сен-Жермен» Рафаэл забил свой первый гол за «Лорьян». В 18 стартовых встречах сезона 2014/15 он набрал 11 баллов по системе гол+пас (7 голов и 4 асиста). «Лорьян» вернулся в привычную борьбу за выживание и лишь в предпоследнем туре смог остаться в элитном дивизионе.
В следующем сезоне Рафаэл был не столь результативен, так как в половине матчей выступал на позиции защитника (иногда даже смещался в опорную зону). В предпоследнем туре он преодолел отметку в 100 сыгранных матчей в рамках Лиги 1. Для этого ему понадобилось менее трёх лет. После дебюта в сборной Португалии Рафаэл смог выйти на новый уровень, им начали интересоваться «Ливерпуль», «Арсенал», «Реал», «Барселона» и «Боруссия Дортмунд». Самой настойчивой оказалась дортмундская команда, которая дважды увеличивала свое предложение, пока оно не устроило боссов «Лорьяна» (12 миллионов евро).
16 июня 2016 года, Рафаэл перешёл в «Боруссию Дортмунд». Контракт между футболистом и немецким клубом рассчитан до лета 2020 года.
27 августа 2016 года в матче против «Майнц 05» он дебютировал в Бундеслиге, заменив во втором тайме Себастьяна Роде. 14 сентября в матче Лиги чемпионов против польской «Легии» Геррейру забил свой первый гол за «Боруссию». В поединке против «Вольфсбурга» он забил свой первый мяч в чемпионате Германии. В своём дебютном сезоне он помог клубу выиграть Кубок Германии.
В розыгрыше Лиги чемпионов 2018/2019 в матчах против испанского «Атлетико Мадрид» и «Монако» Геррейру сделал два «дубля».
В 2019 году Рафаэл продлил контракт с «Боруссией». Контракт рассчитан до 2023 года.
В июне 2023 года, Рафаэл не стал продлевать контракт с «Боруссией» и 30 июня был объявлен официальный переход в «Баварию». Контракт был подписан до 30 июня 2026 года.

## Международная карьера
18 ноября 2014 года в товарищеском матче против сборной Аргентины Геррейру дебютировал за сборную Португалии. В этом же поединке он забил свой первый гол за национальную команду.
В 2015 году в составе молодёжной сборной Португалии Рафаэл завоевал серебряные медали молодёжного чемпионата Европы в Чехии. На турнире он сыграл в матчах против сборных Англии, Италии, Германии и дважды Швеции.
Летом 2016 же года Геррейру стал победителем чемпионата Европы во Франции. На турнире он сыграл в матчах против команд Исландии, Австрии, Хорватии, Польши, Уэльса и Франции.
В 2017 году Геррейру принял участие в Кубке конфедераций в России. На турнире он сыграл в матчах против команд России и Мексики.
В 2018 году Геррейру принял участие в чемпионате мира в России. На турнире он сыграл в матчах против команд Испании, Марокко, Ирана и Уругвая.
В 2021 году Геррейру во второй раз принял участие в чемпионате Европы 2020. На турнире он сыграл в матчах против команд Венгрии, Германии, Франции и Бельгии.
В 2022 году Геррейру во второй раз принял участие в чемпионате мира в Катаре. На турнире он сыграл в матчах против команд Ганы, Уругвая, Швейцарии и Марокко.

### Голы за сборную Португалии
| #   | Дата           | Место                            | Противник | Результат | Счет | Соревнование          |
| --- | -------------- | -------------------------------- | --------- | --------- | ---- | --------------------- |
| 01. | 18 ноября 2014 | Олд Траффорд, Манчестер, Англия  | Аргентина | 0:1       | 0:1  | Товарищеский матч     |
| 02. | 29 мая 2016    | Драган, Порту, Португалия        | Норвегия  | 2:0       | 3:0  | Товарищеский матч     |
| 03. | 15 июня 2021   | Ференц Пушкаш, Будапешт, Венгрия | Венгрия   | 0:1       | 0:3  | Чемпионат Европы 2020 |
| 04. | 6 декабря 2022 | Лусаил Айконик, Лусаил, Катар    | Швейцария | 4:0       | 6:1  | Чемпионат мира 2022   |

## Статистика

### Клубная
| Выступление         | Выступление      | Выступление      | Лига | Лига | Кубки | Кубки | Кубок лиги | Кубок лиги | Еврокубки | Еврокубки | Итого | Итого |
| Клуб                | Лига             | Сезон            | Игры | Голы | Игры  | Голы  | Игры       | Голы       | Игры      | Голы      | Игры  | Голы  |
| ------------------- | ---------------- | ---------------- | ---- | ---- | ----- | ----- | ---------- | ---------- | --------- | --------- | ----- | ----- |
| Кан                 | Лига 2           | 2012/13          | 38   | 1    | 1     | 0     | 2          | 0          | —         | —         | 41    | 1     |
| Кан                 | Итого            | Итого            | 38   | 1    | 1     | 0     | 2          | 0          | 0         | 0         | 41    | 1     |
| Лорьян              | Лига 1           | 2013/14          | 34   | 0    | 0     | 0     | 0          | 0          | —         | —         | 34    | 0     |
| Лорьян              | Лига 1           | 2014/15          | 34   | 7    | 1     | 0     | 1          | 0          | —         | —         | 36    | 7     |
| Лорьян              | Лига 1           | 2015/16          | 34   | 3    | 2     | 0     | 5          | 0          | —         | —         | 41    | 3     |
| Лорьян              | Итого            | Итого            | 102  | 10   | 3     | 0     | 6          | 0          | 0         | 0         | 111   | 10    |
| Боруссия (Дортмунд) | Бундеслига       | 2016/17          | 24   | 6    | 5     | 0     | —          | —          | 6         | 1         | 35    | 7     |
| Боруссия (Дортмунд) | Бундеслига       | 2017/18          | 9    | 1    | 2     | 0     | —          | —          | 4         | 1         | 15    | 2     |
| Боруссия (Дортмунд) | Бундеслига       | 2018/19          | 23   | 2    | 3     | 0     | —          | —          | 6         | 4         | 32    | 6     |
| Боруссия (Дортмунд) | Бундеслига       | 2019/20          | 29   | 8    | 1     | 0     | —          | —          | 8         | 0         | 38    | 8     |
| Боруссия (Дортмунд) | Бундеслига       | 2020/21          | 27   | 5    | 5     | 0     | —          | —          | 8         | 1         | 40    | 6     |
| Боруссия (Дортмунд) | Бундеслига       | 2021/22          | 23   | 4    | 2     | 1     | —          | —          | 3         | 0         | 28    | 5     |
| Боруссия (Дортмунд) | Бундеслига       | 2022/23          | 26   | 3    | 3     | 0     | —          | —          | 6         | 2         | 35    | 5     |
| Боруссия (Дортмунд) | Итого            | Итого            | 161  | 29   | 21    | 1     | 0          | 0          | 41        | 9         | 223   | 39    |
| Всего за карьеру    | Всего за карьеру | Всего за карьеру | 301  | 40   | 25    | 1     | 8          | 0          | 41        | 9         | 375   | 50    |

### Матчи за сборную
| №  | Дата             | Оппонент   | Счёт             | Голы | Соревнование                         |
| -- | ---------------- | ---------- | ---------------- | ---- | ------------------------------------ |
| 1  | 14 ноября 2014   | Армения    | 1:0              | —    | Отборочные матчи ЧЕ-2016 (группа I)  |
| 2  | 18 ноября 2014   | Аргентина  | 1:0              | 1    | Товарищеский матч                    |
| 3  | 17 ноября 2015   | Люксембург | 2:0              | —    | Товарищеский матч                    |
| 4  | 25 марта 2016    | Болгария   | 0:1              | —    | Товарищеский матч                    |
| 5  | 29 марта 2016    | Бельгия    | 2:1              | —    | Товарищеский матч                    |
| 6  | 29 мая 2016      | Норвегия   | 3:0              | 1    | Товарищеский матч                    |
| 7  | 8 июня 2016      | Эстония    | 7:0              | —    | Товарищеский матч                    |
| 8  | 14 июня 2016     | Исландия   | 1:1              | —    | Финальные матчи ЧЕ-2016 (группа F)   |
| 9  | 18 июня 2016     | Австрия    | 0:0              | —    | Финальные матчи ЧЕ-2016 (группа F)   |
| 10 | 25 июня 2016     | Хорватия   | 1:0 ((доп. вр.)) | —    | Финальные матчи ЧЕ-2016 (1/8 финала) |
| 11 | 6 июля 2016      | Уэльс      | 2:0              | —    | Финальные матчи ЧЕ-2016 (1/2 финала) |
| 12 | 10 июля 2016     | Франция    | 1:0 ((доп. вр.)) | —    | Финальные матчи ЧЕ-2016 (Финал)      |
| 13 | 1 сентября 2016  | Гибралтар  | 5:0              | —    | Товарищеский матч                    |
| 14 | 6 сентября 2016  | Швейцария  | 0:2              | —    | Отборочные матчи ЧМ-2018 (группа В)  |
| 15 | 7 октября 2016   | Андорра    | 6:0              | —    | Отборочные матчи ЧМ-2018 (группа В)  |
| 16 | 13 ноября 2016   | Латвия     | 4:1              | —    | Отборочные матчи ЧМ-2018 (группа В)  |
| 17 | 25 марта 2017    | Венгрия    | 3:0              | —    | Отборочные матчи ЧМ-2018 (группа В)  |
| 18 | 9 июня 2017      | Латвия     | 3:0              | —    | Отборочные матчи ЧМ-2018 (группа В)  |
| 19 | 18 июня 2017     | Мексика    | 2:2              | —    | Кубок конфедераций 2017 (группа А)   |
| 20 | 21 июня 2017     | Россия     | 1:0              | —    | Кубок конфедераций 2017 (группа А)   |
| 21 | 23 марта 2018    | Египет     | 2:1              | —    | Товарищеский матч                    |
| 22 | 28 мая 2018      | Тунис      | 2:2              | —    | Товарищеский матч                    |
| 23 | 2 июня 2018      | Бельгия    | 0:0              | —    | Товарищеский матч                    |
| 24 | 7 июня 2018      | Алжир      | 3:0              | —    | Товарищеский матч                    |
| 25 | 15 июня 2018     | Испания    | 3:3              | —    | Финальные матчи ЧМ-2018 (группа В)   |
| 26 | 20 июня 2018     | Марокко    | 1:0              | —    | Финальные матчи ЧМ-2018 (группа В)   |
| 27 | 25 июня 2018     | Иран       | 1:1              | —    | Финальные матчи ЧМ-2018 (группа В)   |
| 28 | 30 июня 2018     | Уругвай    | 1:2              | —    | Финальные матчи ЧМ-2018 (1/8 финала) |
| 29 | 17 ноября 2018   | Италия     | 0:0              | —    | Лига Наций (А)                       |
| 30 | 20 ноября 2018   | Польша     | 1:1              | —    | Лига Наций (А)                       |
| 31 | 22 марта 2019    | Украина    | 0:0              | —    | Отбор ЧЕ-2020 (группа В)             |
| 32 | 25 марта 2019    | Сербия     | 1:1              | —    | Отбор ЧЕ-2020 (группа В)             |
| 33 | 5 июня 2019      | Швейцария  | 3:1              | —    | 1/2 финала Лиги наций УЕФА 2018/19   |
| 34 | 9 июня 2019      | Нидерланды | 1:0              | —    | Финал Лиги наций УЕФА 2018/19        |
| 35 | 7 сентября 2019  | Сербия     | 4:2              | —    | Отбор ЧЕ-2020 (группа В)             |
| 36 | 10 сентября 2019 | Литва      | 5:1              | —    | Отбор ЧЕ-2020 (группа В)             |
| 37 | 15 июня 2021     | Венгрия    | 3:0              | 1    | Финальные матчи ЧЕ-2020 (группа F)   |

Итого: сыграно матчей: 37 / забито голов: 3; победы: 23, ничьи: 11, поражения: 3.

## Достижения
«Боруссия Дортмунд»
- Обладатель Кубка Германии: 2016/17, 2020/21
- Обладатель Суперкубка Германии: 2019

«Бавария»
- Чемпион Германии: 2024/25
- Обладатель Суперкубка Германии: 2025

Сборная Португалии
- Чемпион Европы: 2016
- Победитель Лиги наций УЕФА: 2018/19